# Signalhorn (Valais)
Signalhorn är en bergstopp i Schweiz.   Den ligger i distriktet Raron och kantonen Valais, i den södra delen av landet, 80 km söder om huvudstaden Bern. Toppen på Signalhorn är 2 911 meter över havet, eller 168 meter över den omgivande terrängen. Bredden vid basen är 1,6 km.
Terrängen runt Signalhorn är huvudsakligen mycket bergig. Närmaste större samhälle är Sierre, 16,7 km väster om Signalhorn. 
I omgivningarna runt Signalhorn växer i huvudsak blandskog. Runt Signalhorn är det glesbefolkat, med 20 invånare per kvadratkilometer.